# زالومون أوقست أندريه
زالومون أوقست أندريه (بالسويدية: Salomon August Andrée)‏ هو مهندس سويدي، ولد في 18 أكتوبر 1854 في Gränna ‏ في السويد، وتوفي في 1897 في Kvitøya ‏ في النرويج.

## وصلات خارجية
- زالومون أوقست أندريه على موقع ميوزك برينز (الإنجليزية)